# День працівника лісу
Де́нь працівника́ лі́су — професійне свято працівників лісового господарства, лісової, деревообробної промисловості України. Відзначається щорічно у третю неділю вересня.

## Історія свята
Свято встановлено в Україні «…на підтримку ініціативи працівників лісового господарства, лісової, деревообробної та целюлозно-паперової промисловості України…» згідно з Указом Президента України «Про День працівника лісу» від 28 серпня 1993 р. № 356/93.
До встановлення Дня працівників целюлозно-паперової промисловості День працівника лісу був професійним святом, зокрема, працівників і целюлозно-паперової промисловості.

## Галерея

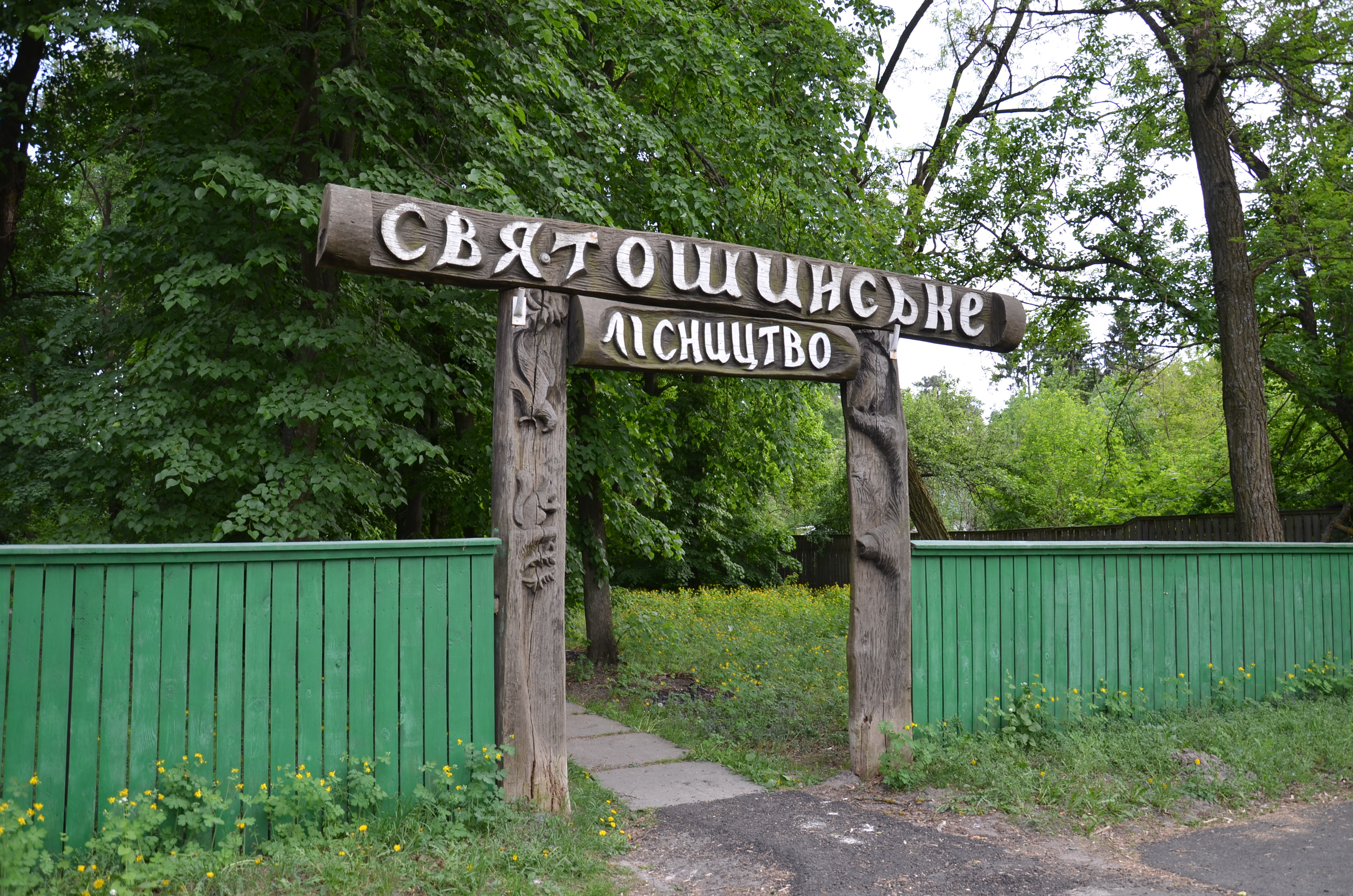
Святошинське лісництво
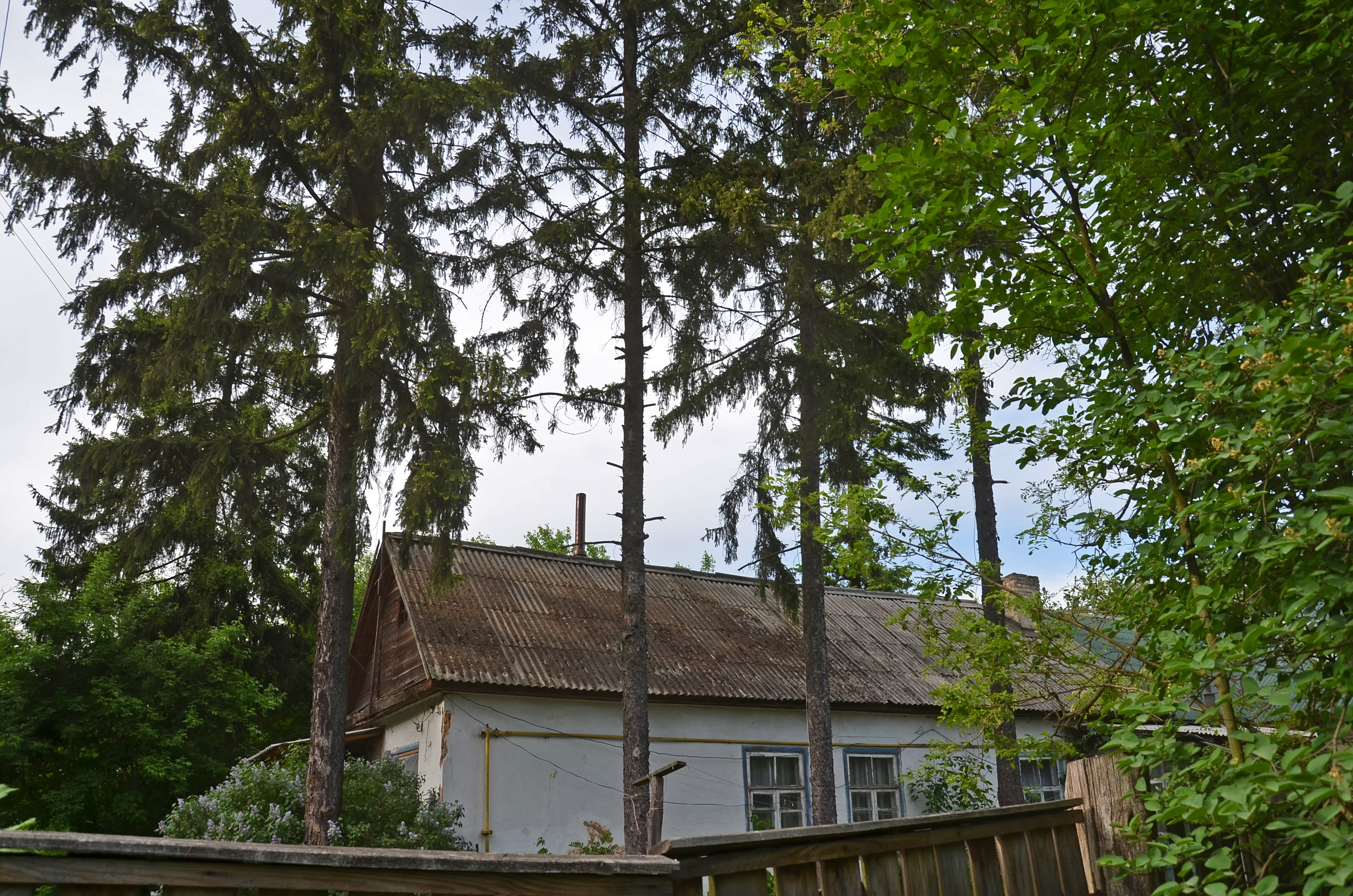
Будинок лісника Святошинського лісництва
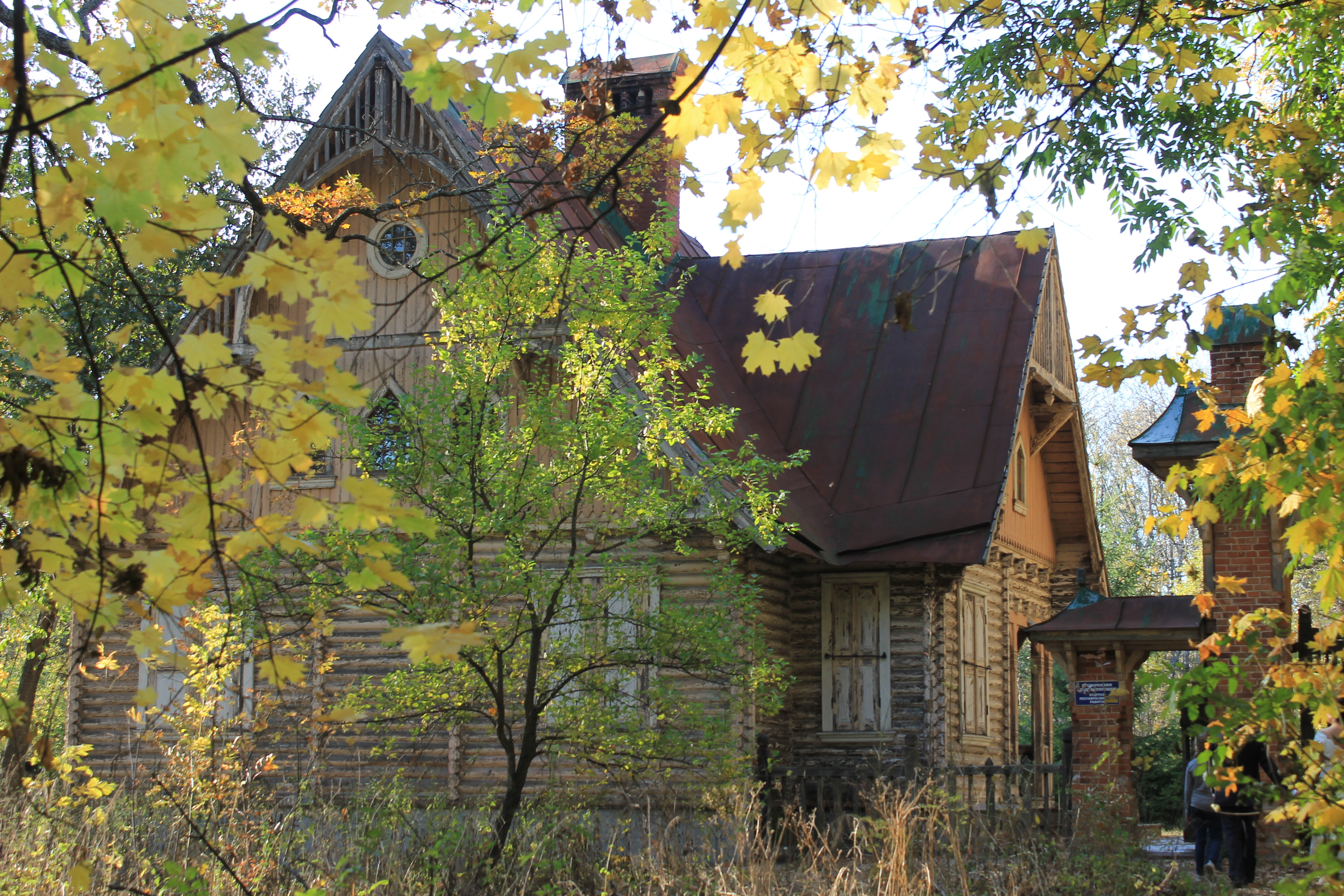
Будинок лісника у Шарівці
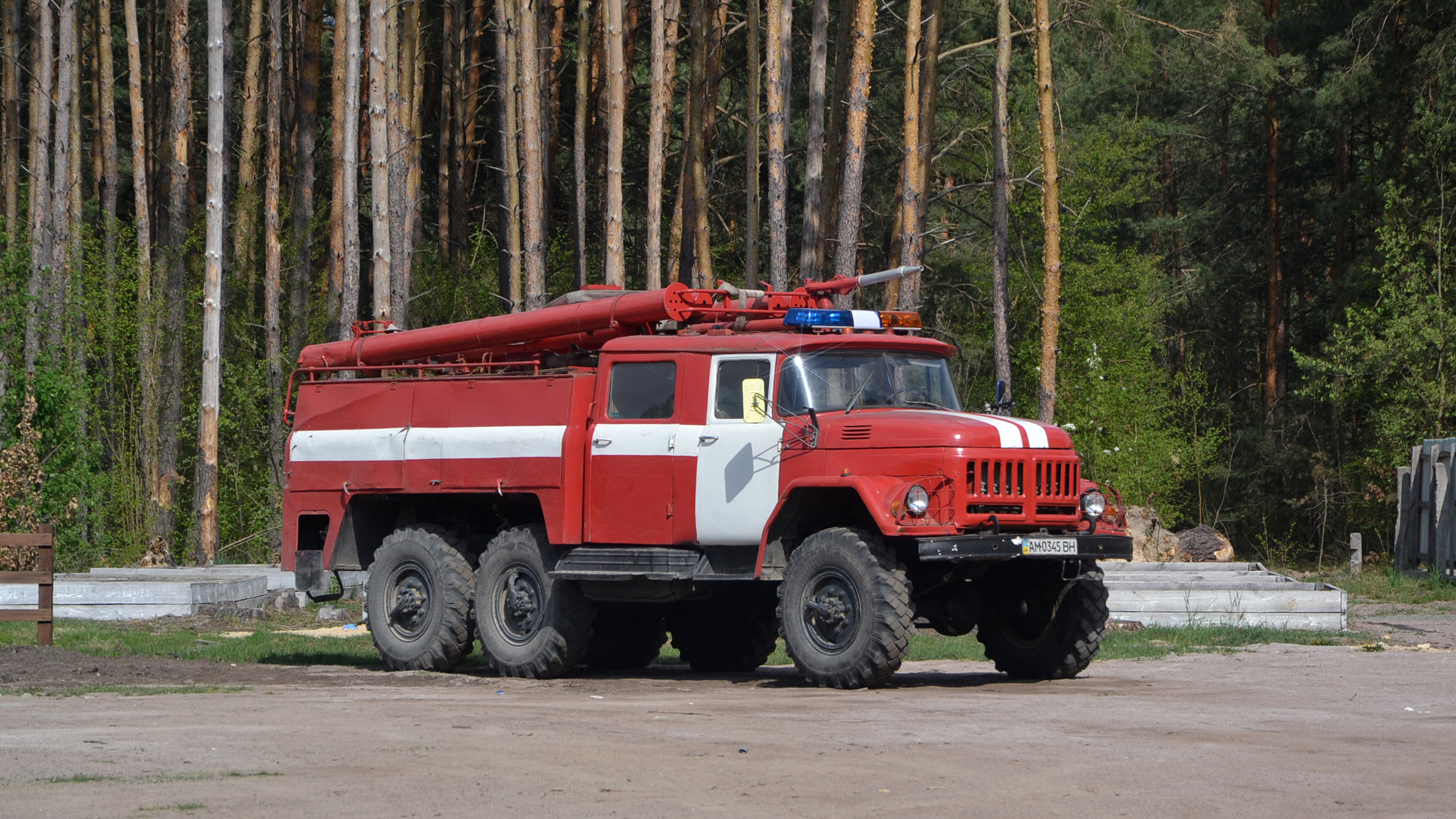
Пожежний лісовий автомобіль
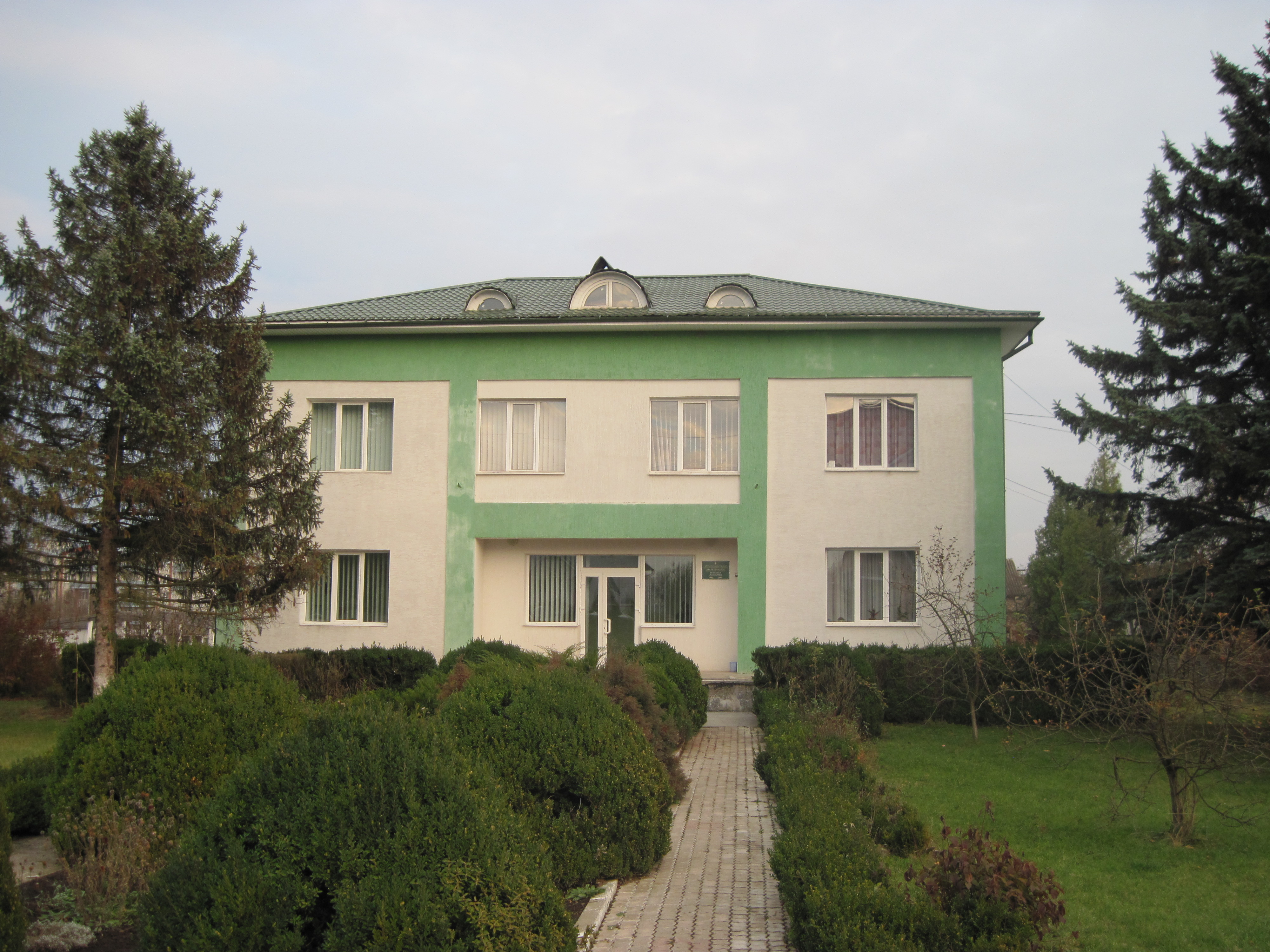
Бучацьке лісництво